# 大野城嗣
大野 城嗣 （おおの じょうじ）はテレビプロデューサー。
NTV「天才・たけしの元気が出るテレビ!!」を担当していた時に現在もビジネスパートナーとして働くテリー伊藤と出会う。
伊藤の経営する株式会社ロコモーションのプロデューサーでもあり、
2009年３月、個人事務所となる株式会社ジェイズ・ファクトリーを設立した。
最近のプロデュース作品は「テリー伊藤の東京ひとり暮らし娘」（ひかりTV）、イモトアヤコ初主演ドラマ「最高のおもてなし」（日本テレビ）
| スタブアイコン | サブスタブ | この項目は、まだ閲覧者の調べものの参照としては役立たない、人物に関連した書きかけの項目です。この項目を加筆・訂正などしてくださる協力者を求めています（P:人物伝/PJ:人物伝）。 |